# John P. McCarthy
John P. McCarthy (San Francisco, 17 marzo 1884 – Pasadena, 4 settembre 1962) è stato un regista, sceneggiatore e attore statunitense.

## Filmografia parziale

### Regista
- Out of the Dust (1920)
- Shadows of Conscience (1921)
- Hurricane Hal (1925)
- Pals (1925)
- The Border Whirlwind (1926)
- Becky (1927)
- The Lovelorn (1927)
- Il diamante malefico (Diamond Handcuffs) (1928)
- La raffica (The Eternal Woman) (1929)
- The Oklahoma Cyclone (1930)
- The Land of Missing Men (1930)
- Headin' North (1930)
- The Sunrise Trail (1931)
- God's Country and the Man (1931)
- Rider of the Plains (1931)
- The Ridin' Fool (1931)
- Ships of Hate (1931)
- Mother and Son (1931)
- The Nevada Buckaroo (1931)
- I moschettieri del West (Cavalier of the West) (1931)
- The Western Code (1932)
- The Forty-Niners (1932)
- Lucky Larrigan (1932)
- The Fighting Champ (1932)
- Crashin' Broadway (1932)
- Trailing North (1933)
- The Return of Casey Jones (1933)
- The Law of the 45's (1935)
- Lawless Border (1935)
- The Lion Man (1936)
- Song of the Gringo (1936)
- Raiders of the Border (1944)
- Marked Trails (1944)
- The Cisco Kid Returns (1945)

### Sceneggiatore
- Out of the Dust (1920)
- Shadows of Conscience (1921)
- Hurricane Hal (1925)
- The Oklahoma Cyclone (1930) - soggetto
- The Land of Missing Men (1930)
- Headin' North (1930) - soggetto
- I moschettieri del West (Cavalier of the West) (1931) - soggetto
- Beyond the Rockies (1932) - soggetto
- Lucky Larrigan (1932) - soggetto
- The Return of Casey Jones (1933) - adattamento
- Song of the Gringo (1936)
- Conspiracy (1939) - soggetto
- Marked Trails (1944)
- Under Arizona Skies (1946) - soggetto

### Attore
- The Wireless Voice, regia di Fred Kelsey (1914)
- Intolerance, regia di D.W. Griffith (1916)
- Jerry's Double Header, regia di Milton J. Fahrney (1916)
- The Flying Target, regia di Milton J. Fahrney (1917)